# Barrio Rosedal
Rosedal es un barrio de la ciudad de Córdoba, en Argentina. Se ubica en la zona suroeste y cuenta con un total de treinta y una manzanas. Sus límites oficiales son al sur con la calle Lagunilla, al norte con la avenida Fuerza Aérea Argentina (también conocida como Ruta 20), al oeste con la calle Zapaleri y al este con la calle Padre Lozano. Anteriormente se lo conocía con el nombre de Barrio Robino. Aumentó su población junto al crecimiento tecnológico y fabril de la Fuerza Aérea Argentina, cuyas principales instalaciones están cerca del barrio, a unos 3 km. 
Sobre todo, creció con el auge de la Fábrica Militar de Aviones en la década de 1950, por lo que aumentó su demanda de mano de obra. Hoy el colindante, y más nuevo, Rosedal Anexo es considerado parte del mismo Rosedal, por lo tanto, el límite sur y el límite sudeste del barrio, se ha desplazado hasta el gran Parque de la Vida.

## Transporte
Además de los recorridos locales, circulan colectivos interurbanos de las líneas Sarmiento, FonoBus, entre otras interurbanas y de larga distancia, ya que la avenida Fuerza Aérea se convierte en la Autopista Justiniano Posse (más conocida como Autopista Córdoba-Carlos Paz), e inclusive con la Avenida de Circunvalación.
| Corredor   | Líneas         |
| ---------- | -------------- |
| Corredor 6 | - 60 - 64 - 65 |
|            | - 600 - 601    |
|            | - Trole C      |

## Plazas
- Plaza República de Venezuela (calles Espora, Uritorco y Andrés Chazarreta)

## Escuelas
- Escuela Primaria Remedios de Escalada de San Martín(Espora esq. Gabriela Mistral)
- Jardín de Infantes Gabriela Mistral (Andrés Chazarreta 2280)

- Datos: Q5720828